# VSSK 비흘로프
VSSK 비흘로프(러시아어: ВССК Выхлоп, 전체 이름: Винтовка Снайперская Специальная Крупнокалиберная;  특수 대구경 저격용 소총)는 러시아의 저격소총이다. 12.7 × 55 mm를 사용한다.

## 파생형
비흘로프는 현재까지 4개의 파생형이 생산되었다
- SC-130U (СЦ-130У) - 교육용
- SC-130PT (СЦ-130ПТ)
- SC-130PT2 (СЦ-130ПТ2)
- SC-130VPS (СЦ-130ВПС) - 관통력 증가(76g 탄환). 200 m에서 16 mm의 강철을 관통하거나 100 m에서 최대 GOST 5 급의 방탄복을 관통할 수 있다.

## 같이 보기
- 저격소총 목록